# Johannes Miller
Johannes Miller, auch Hannes Miller, (* 30. September 1931) ist ein ehemaliger österreichischer Politiker (ÖVP). Miller war von 2004 bis 2006 Abgeordneter zum Salzburger Landtag.
Miller war Volksschuldirektor in Sankt Georgen bei Salzburg und trat bei der Landtagswahl in Salzburg 2004 als Kandidat an. Auf Grund einer hohen Anzahl an Vorzugsstimmen und dem ÖVP internen Vorzugsstimmenmodell wurde Miller auf der ÖVP-Liste vorgereiht und zog am 28. April 2004 in den Landtag ein. Er kündigte an, sich für den Flachgau und die Jugend einsetzen zu wollen, intern wurde vereinbart, dass er das Mandat nach zweieinhalb Jahren zurücklegt. Miller trat kurz nach seinem 75. Geburtstag mit dem 17. Oktober 2006 von seinem Mandat als Landtagsabgeordneter zurück. Ihm folgte Waltraud Ebner nach. Miller war stellvertretender Landesobmann im
ÖVP-Seniorenbund.

## Auszeichnungen
- Ehrenbecher der Landeshauptfrau (2010)[3]